# 테이블산자리
테이블산자리(Mensa [ˈmɛnsə])는 남쪽 하늘에 있는 별자리로, 1751년 ~ 1753년에 라카유(Nicolas Louis de Lacaille)에 의해 도입되었다.
이 별자리는 대한민국에서는 볼 수 없으며, 특히 적도 이북에서는 거의 보기가 힘들다.

## 특징
팔분의자리를 제외하면, 천구의 남극에 가장 가까운 별자리이다.

## 별과 천체

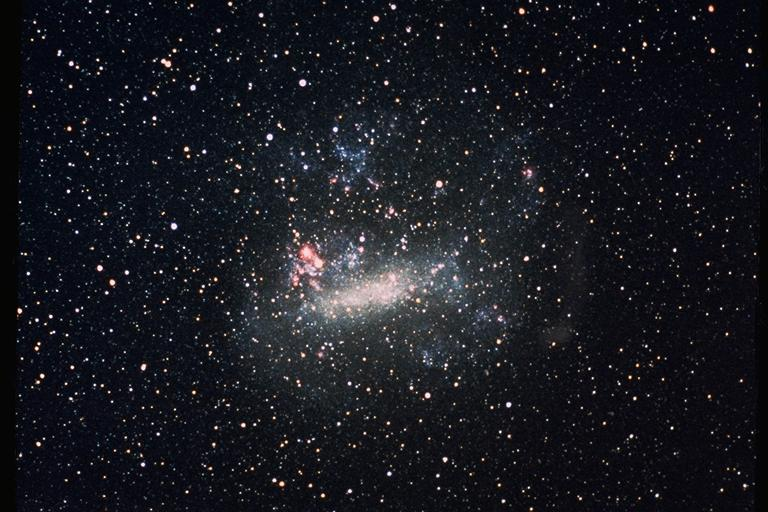
대마젤란 은하

눈에 띄는 밝은 별은 없다. 별자리의 α 별이 5.09등급으로, 전체 별자리 중 가장 어두우나, 대마젤란 은하의 일부를 포함한다.
- 테이블산자리 α (α Mensae): 태양과 유사한 형(G5 V)에 속하며, 33광년 떨어져 있고, 지구와 같은 행성을 갖고 있을 가능성이 있다.
- 테이블산자리 Pi: 태양과 유사한 형(G1)에 속하며, 59광년 떨어져 있고, 거주가능 영역을 가로지르는 타원 궤도에 거대한 기체 별이 있음이 발견되어 생명체가 살 만한 행성은 없을 것으로 추측된다.
- PKS 0637-752: 퀘이사로, 가시광선과 엑스선 영역에서 관측이 가능한 거대 기체 분출이 있다. 찬드라 엑스선 천문대에서 처음 찍은 대상이었다.

## 역사와 신화

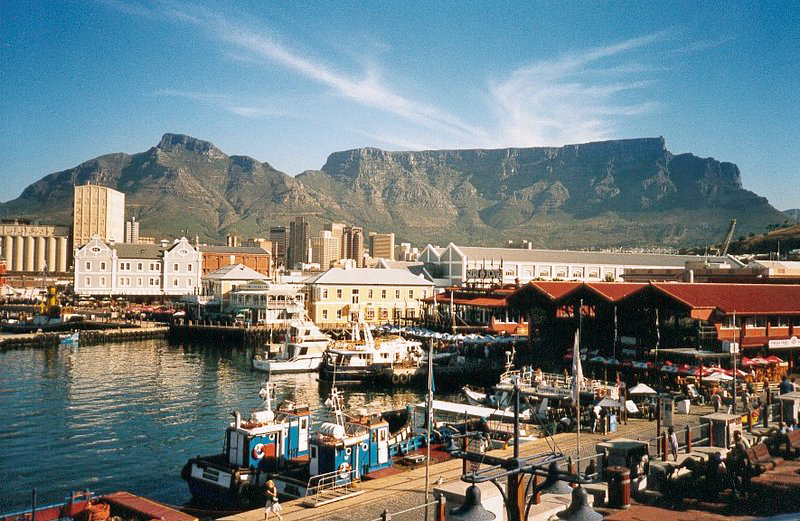
케이프타운의 테이블 산

'테이블산(Mensa)'은 남아프리카 공화국의 테이블 산을 의미한다. 라카유는 초기에 이 곳에서 남쪽 하늘을 관측하였다.
18세기에 도입된 별자리여서 관련된 신화는 없다.